# Gliese 317 b
Gliese 317 b ist ein Exoplanet, der den Roten Zwerg Gliese 317 alle 692,9 Tage umkreist. Auf Grund seiner großen Masse wird angenommen, dass es sich um einen Gasplaneten handelt.

## Entdeckung
Der Planet wurde mit Hilfe der Radialgeschwindigkeitsmethode von John A. Johnson und R. Paul Butler im Jahr 2007 entdeckt.

## Umlauf und Masse
Der Planet umkreist seinen Stern in einer Entfernung von ca. 0,95 Astronomischen Einheiten und hat eine Masse von ca. 381,5 Erdmassen bzw. 1,2 Jupitermassen.